# 이동키2000
이동키2000(eDonkey2000, 별칭 "ed2k")는 미국의 기업 메타머신이 개발한 P2P 응용 소프트웨어로, 멀티소스 파일 전송 프로토콜을 이용한다. 이 이동키 클라이언트는 이동키2000 네트워크와 오버넷 네트워크를 모두 지원한다.
2005년 9월 28일부로 이동키는 공식적으로 지원이 중단되었는데, 이는 RIAA로부터의 정지 명령 서한 때문이다.

## 같이 보기
- 이동키 네트워크
- MP3 로켓

### 관련 뉴스
- (영어) eDonkey Throws in the Towel 보관됨 2013-05-13 - 웨이백 머신 – September 28, 2005 MP3 Newswire article
- (영어) Slashdot.org article "eDonkey Pays the Recording Industry $30M" – September 12, 2006